# Трансуранові елементи в Сонячній системі

Періодична таблиця, на якій показано космогенне походження кожного елемента. Елементи, важчі від заліза походженням із наднових зазвичай утворилися завдяки r-процесам, що відбуваються внаслідок потужних викидів нейтронів при вибуху наднових.

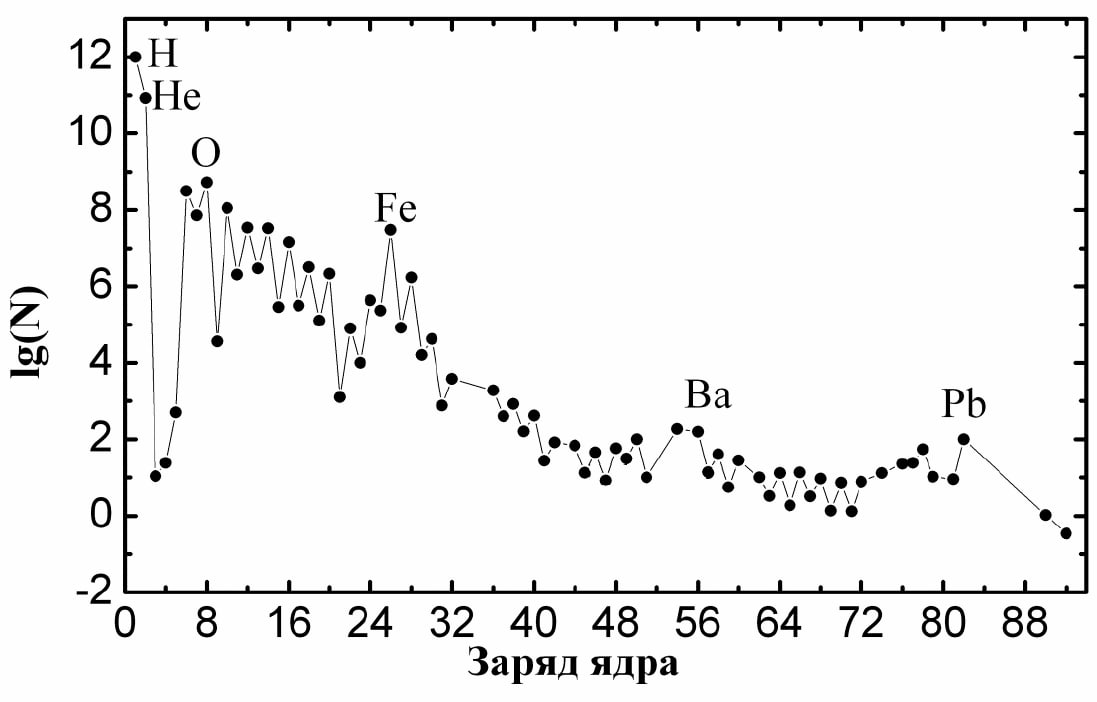
Поширеність Хімічних елементів

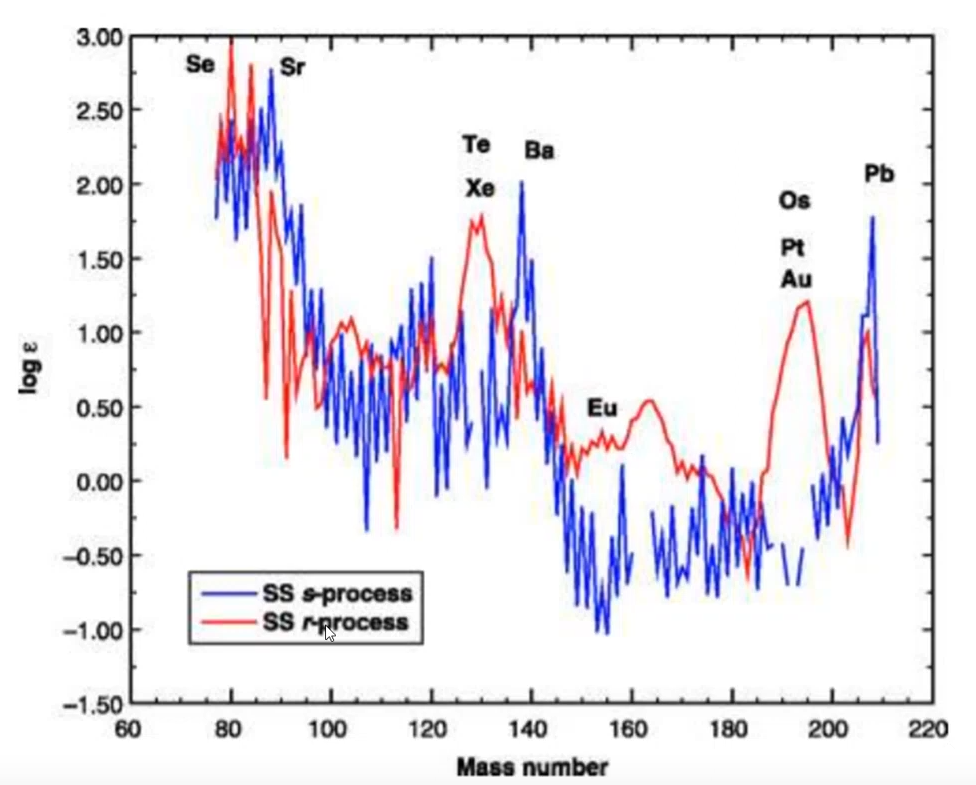
Теоретична модель наявності важких елементів на Сонці

Трансуранові елементи - хімічні елементи, які мають атомний номер більше 92, тобто всі елементи періодичної таблиці котрі слідують за ураном. 
Наявність трансуранових елементів у Сонячній системі, тобто ізотопів важких елементів показує на наявність продуктів r-процесу, пояснюється вибухом наднової поблизу протосонячної газової хмари, яка була збагачена важкими елементами(і можливо почався процес зореутворення).
Трансуранові елементи утворюються при послідовному захопленні декількох нейтронів у випадку, коли ядро не зазнало реакції поділу.
Елементи з атомним номером 95 і більше фактично не зустрічаються у Всесвіті, так як вони дуже не стабільні. Вони синтезовані штучно у лабораторіях.  
Відомо лише два елементи з цієї групи що зустрічаються, і наявні у Сонячній системі. Це Нептуній(Np) та Плутоній(Pu). Утворилися вони завдяки злиттю нейтронних зірок.

### Нептуній
Період напіврозпаду найстабільнішого ізотопу нептунію — трохи більше 2 мільйонів років, тому будь-яка його кількість, що існувала при утворенні Землі (що відбулося 4,5 мільярди років тому), вже розпалася. Втім, невелика кількість нептунію може утворюватись у уранових рудах наступним чином: нейтрони, що утворюються при спонтанному поділі ядра урану, можуть, взаємодіючи з оточуючим ураном, викликати його перетворення на нептуній. Розпад і утворення нептунію знаходяться у динамічній рівновазі. Експерименти показують, що відношення кількості нептунію до урану в породі може досягати 10−12. Загальна кількість урану в земній корі становить близько 1,3×1014 тонн, тому кількість природного нептунію може становити десятки тонн. 
Також, велика кількість нептунію потрапила в навколишнє середовище під час атмосферних ядерних випробовувань — за оцінками, близько 2,5 тонн.
{\displaystyle \mathrm {^{238}_{\ 92}U\ +\ _{0}^{1}n\ \longrightarrow \ _{\ 92}^{239}U\ {\xrightarrow[{23\ min}]{\beta ^{-}}}\ _{\ 93}^{239}Np} }
Відомо 20 ізотопів нептунію, найбільш стабільний з яких, нептуній-237, має період напіврозпаду 2,144 мільйона років. 

#### Синтез
Нептуній утворюється у кількох типах ядерних реакцій.
Нептуній 237, 238 і 239 утворюються у ядерних реакторах за наступними схемами:
{\displaystyle _{\ 92}^{238}\mathrm {U} (n,2n)_{\ 92}^{237}\mathrm {U} {\xrightarrow[{6.75d}]{\beta ^{-}}}\ _{\ 93}^{237}\mathrm {Np} }
{\displaystyle _{\ 92}^{235}\mathrm {U} (n,\gamma )_{\ 92}^{236}U(n,\gamma )_{\ 92}^{237}\mathrm {U} \xrightarrow {\beta ^{-}} \ _{\ 93}^{237}\mathrm {Np} }
{\displaystyle _{\ 92}^{238}\mathrm {U} (n,\gamma )_{\ 92}^{239}\mathrm {U} \xrightarrow {\beta ^{-}} \ _{\ 93}^{239}\mathrm {Np} }
{\displaystyle _{\ 93}^{239}\mathrm {Np} \xrightarrow {\beta ^{-}} \ _{\ 94}^{239}\mathrm {Pu} (n,\gamma )_{\ 94}^{240}\mathrm {Pu} \xrightarrow {\beta ^{-}} \ _{\ 95}^{240}\mathrm {Am} (n,\gamma )_{\ 95}^{241}\mathrm {Am} \xrightarrow {\alpha } \ _{\ 93}^{237}\mathrm {Np} }
{\displaystyle _{\ 93}^{237}\mathrm {Np} (n,\gamma )_{\ 93}^{238}\mathrm {Np} }

### Плутоній
Плутоній у природі зустрічається в дуже малих кількостях в урановій смолці й інших рудах урану та церію. 
Виділяють 244Pu — його період напіврозпаду становить близько 82 млн років. Це найстабільніший ізотоп серед усіх трансуранових елементів.

#### Синтез
Під час роботи ядерного реактора частина ядер 238U захоплює нейтрони і перетворюється на 239Pu, який надалі можна виділити.
{\displaystyle \mathrm {^{238}_{\ 92}U\ +\ _{0}^{1}n\ \longrightarrow \ _{\ 92}^{239}U\ {\xrightarrow[{23,5\ min}]{\beta ^{-}}}\ _{\ 93}^{239}Np\ {\xrightarrow[{2,3565\ d}]{\beta ^{-}}}\ _{\ 94}^{239}Pu} }

## Інше
Трансуранові елементи як правило штучно-синтезовані  людьми і у природі практично не зустрічаються, але заносяться космічними апаратами на інші об'єкти Сонячної системи. 
Мова йде про термоелектричні генератори, які використовують у космічних місіях та зондах. Що і може бути природою появи цих елементів у інших закутках Сонячної системи